# Вийлсбеке
Вийлсбеке (на нидерландски: Wielsbeke) е селище в Северозападна Белгия, окръг Тийлт на провинция Западна Фландрия. Населението му е около 8900 души (2006).